# Fogtündér kisegér
A Fogtündér kisegér (eredeti cím: El Ratón Pérez) 2006-ban bemutatott spanyol–argentin vegyes technikájú film, amelyben valós és számítógéppel animált díszletek, élő és számítógéppel animált szereplők közösen szerepelnek. A rendezője Juan Pablo Buscarini, a producerei Julio Fernández, Cecilia Bossi, Ariel Saúl és Carlos Fernández, az írója Enrique Cortés, a zeneszerzője Daniel Goldberg. A mozifilm a Buena Vista International és a Filmax gyártásában készült, a Buena Vista International forgalmazásában jelent meg. Műfaját tekintve fantasyfilm. 
Spanyolországban 2006. július 13-án, Magyarországon 2007-ben mutatták be.

## Cselekmény
|  | Alább a cselekmény részletei következnek! |

Lucia elveszti egy fogát, de nem kesereg, mert az édesanyja elmondja neki, hogy a Fogtündér kisegér hamarosan eljön, s elviszi azt és még pénzt is hagy helyette a párna alatt. Pérez, a kisegér a kikötőben él egy kishajóban a barátaival, akik a tejfogakból csillogó gyöngyöket csiszolnak. A gyöngyöket pedig mindig a városi ékszerészhez viszik, aki aranyat ad érte. De nem megy ez mindig olyan egyszerűen: egy alkalommal ugyanis gazemberek elrabolják Pérezt, hogy megszerezzék a sokat érő fogakat. Amikor Lucia és az unokatestvére, Ramiro megtudja, hogy az egér bajban van, rögtön a megmentésére indulnak, mit sem törődve szüleik ellenkezésével.
|  | Itt a vége a cselekmény részletezésének! |

## Szereplők
| Szereplő                | Eredeti hang        | Magyar hang     |
| ----------------------- | ------------------- | --------------- |
| Pérez egér              | Alejandro Awada     | Kerekes József  |
| Fugaz kapitány          | Mariano Chiesa      | Bardóczy Attila |
| Egér kisasszony         | Rolly Serrano       | Keönch Anna     |
| Szereplő                | Színész             | Magyar hang     |
| Lucía                   | Delfina Varni       | Kántor Kitty    |
| Santiago                | Fabián Mazzei       | Schmied Zoltán  |
| Pilar                   | Ana María Orozco    | Haumann Petra   |
| Justo Amancio Morientes | Joe Rígoli          | Gruber Hugó     |
| Pipo                    | Diego Gentile       | Zámbori Soma    |
| Gordo                   | Enrique Porcellana  | Varga Tamás     |
| Samanta                 | Anahí Martella      | Grúber Zita     |
| Ramiro                  | Nicolás Torcanowsky | Penke Bence     |